# Sheldon Dorf
Sheldon "Shel" Dorf (Detroit, 5 de julio de 1933-San Diego, 3 de noviembre de 2009) fue un dibujante de cómic y artista independiente, conocido por ser el creador y fundador de la Comic-Con International de San Diego, la convención de cómics más importante del mundo. Shel Dorf guionizó la tira de Steve Canyon durante los últimos 12-14 años de su publicación.

## Biografía

### Primeros años y carrera
Nacido en Detroit, Míchigan, Sheldon Dorf estudió en el Instituto de Arte de Chicago, antes de trasladarse a Nueva York y comenzar su carrera en el campo del diseño comercial.
 Sheldon también era un fan de los cómics, especialmente de la obra de Chester Gould en la tira diaria de Dick Tracy. Posteriormente sería contratado como consultor de Warren Beatty en la adaptación cinematográfica de Dic Tracy en 1990. En la década de 1960 Sheldon Dorf conocería a varios dibujantes y personalidades del mundo del cómic, entre ellos Jack Kirby.

### La Comic-Con
En 1964 Robert Brusch organizó una convención para los fanes de los cómics y al año siguiente Jerry Bails y Sheldon Dorf participaron en el evento, bautizándolo como Detroit Triple Fan Fair (La triple feria de los fanes de Detroit) y lo convirtieron en una celebración anual. En el año 1970 Sheldon se trasladó a San Diego, California, donde organizó una convención de un día "como preparación para la convención mayor que tenía en mente." con Forrest J Ackerman como atracción estelar. 
La primera convención de cómic de tres días de San Diego, la Golden State Comic-Con, se celebró en el U. S. Grant Hotel entre el 1 y el 3 de agosto de 1970. y finalmente se convertiría en la San Diego Comic-Con International. En los años siguientes la convención se trasladaría al Hotel El Cortez; la Universidad de California y el Golden Hall, antes de pasar a celebrarse desde 1991 en el Centro de Convenciones de San Diego.

### Otras actividades
Sheldon Dorf también contribuiría con entrevistas al mundo de la Historieta y sus conversaciones con Milton Caniff y Mort Walker han sido recogidas en las publicaciones de la Universidad de Mississipi: Milton Caniff: conversations y Mort Walker: Conversations respectivamente, contribuyendo a la popularidad social del medio. En 1984 Sheldon también publicó las tiras de cómic de Dick Tracy en formato de comic book con Blackthorne Publishing, publicando 99 número y reeditando el material en 24 colecciones. La hija de Chester Gould, Jean Gould O'Could reconoció el mérito de Sheldon Dorf por haber transmitido a "Dick Tracy a otra generación". Mark Evanier, un historiador del cómic dijo que Caniff "honró a Shel convirtiéndolo en un personaje. Era un jugador de fútbol bien parecido llamado "Thud Shelley", que apareció en algunas ocasiones en la tira de Steve Canyon. Jack Kirby también convirtió a Shel en un personaje de cómic...una figura paternal llamada "Himon" que apareció en Mr. Miracle.

### Muerte
Sheldon Dorf murió a los 76 años el 3 de noviembre de 2009 de complicaciones relacionadas con la diabetes, en el Sharp Memorial Hospital de San Diego.

## Premios
Sheldon Dorf recibió un Inkpot Award en la Comic-Con de San Diego de 1975.